# توفیق عبدالله صایغ
توفیق عبدالله صایِغ (۱۴ دسامبر ۱۹۲۳ – ۱ ژانویه ۱۹۷۱) شاعر فلسطینی بود. تحصیلات ابتدایی خود را در طبریه، تحصیلات متوسطه را در دانشکدهٔ عربی قدس و سپس در دانشگاه آمریکایی بیروت، که در سال ۱۹۴۵ از آن فارغ‌التحصیل شد، گذراند. او به عنوان استاد در مدرسه الروضه در قدس، کارمند ادارهٔ ترجمهٔ دولت فلسطین، استاد ادبیات عرب در دانشگاه آمریکایی بیروت، کتابدار مرکز فرهنگی آمریکایی در بیروت از ۱۹۴۸–۱۹۵۰ مشغول به کار شد و در همان دوره سردبیر مجلهٔ «صدای زنان» بود. او از سال ۱۹۵۴ تا ۱۹۵۹ به عنوان مدرس در گروه عرب در دانشگاه کمبریج، سپس از سال ۱۹۵۹ تا ۱۹۶۴ به عنوان مدرس در دانشگاه لندن مشغول به کار شد. سپس به بیروت بازگشت و تا سال ۱۹۶۷ مجلهٔ «حِوار» را منتشر کرد. سپس به آمریکا رفت و در دانشگاه برکلی کالیفرنیا به عنوان استاد مدعو در گروه‌های ادبیات تطبیقی و زبان‌های خاور نزدیک در سال‌های ۱۹۶۹–۱۹۷۰ منصوب شد.

## زندگی و پیشه
وی در سال ۱۴ دسامبر ۱۹۲۳ در روستای خربا در جنوب غربی شهر السویداء، فدراسیون سوریه، به دنیا آمد. خانواده او پیرو مذهب پروتستان بودند. در سال ۱۹۱۵، پدرش با عفیفه البترونی لبنانی‌تبار ازدواج کرد. او در سال ۱۹۲۵ با خانواده خود را به البصه در شمال فلسطین نقل مکان کرد. سپس در سال ۱۹۳۰ به طبریه رفت، تا سال ۱۹۴۸ کشیش این شهر بود و پس از آن با خانواده به بیروت مهاجرت کرد.
توفیق صایغ دروس ابتدایی خود را در البصه (۱۹۳۱–۱۹۳۷) گذراند، سپس به دانشکدهٔ عربی در بیت‌المقدس رفت و در سال ۱۹۴۱ دیپلم دبیرستان از آنجا گرفت. در سال ۱۹۴۱ به دانشگاه آمریکایی بیروت پیوست و در ژوئن ۱۹۴۵ مدرک لیسانس ادبیات انگلیسی را با درجهٔ ممتاز گرفت. او یک سال به عنوان معلم در مدرسهٔ روضه در قدس (۱۹۴۶–۱۹۴۷) کار کرد. سپس مدت کوتاهی در ادارهٔ ترجمه دولت فلسطین کار کرد و به سرپرستی کتابخانهٔ مرکز فرهنگی آمریکایی در بیروت (۱۹۴۸–۱۹۵۰) منصوب شد. او سردبیر مجله «صدای زنان» (به عربی: صوت المرأة) شد.در سال ۱۹۵۰ بورسیه ای از بنیاد راکفلر دریافت کرد که به او اجازه داد به ایالات متحده سفر کند و در آنجا بین دانشگاه‌های جانز هاپکینز، پرینستون و هاروارد نقل مکان کرد. او همچنین مدتی را در آکسفورد و کمبریج انگلستان در میانهٔ ۱۹۵۳ گذراند.
صایغ از سال ۱۹۵۴ تا ۱۹۵۹ به مدت پنج سال به عنوان مدرس در گروه عرب دانشگاه کمبریج کار کرد. سپس از سال ۱۹۵۹ تا ۱۹۶۲ در دانشگاه لندن مدرس بود. او به بیروت بازگشت و مجلهٔ روشنفکری «حِوار» را منتشر کرد، اما در سال ۱۹۶۷ به حالت تعلیق درآمد. این مجله با بودجهٔ «سازمان بین‌المللی برای آزادی فرهنگی» که مقر آن در پاریس بود منتشر شد. گروهی نخبه از متفکران عرب در آن شرکت کردند و جایی برای نویسندگان در قاهره، بیروت، دمشق و بغداد باز کرد. با این حال، از زمان انتشار آن به دلیل ارتباطش با آن سازمان، از سوی هر دو جبهه‌های سیاسی راست و چپ با مجله مخالفت می‌شد. در سال ۱۹۶۶، نیویورک تایمز مقاله‌ای منتشر کرد که در آن بیان شد که سازمان بین‌المللی برای آزادی فرهنگ که چندین مجله مانند «إنکاونتر» انگلیسی، فرانسوی «پروف» فرانسوی، «دیمومات» آلمانی و «حوار» عربی از سوی سازمان سیا پشتیبانی دریافت می‌کند. صایغ فهمید که از میانجی‌های عرب سرمایه‌گذار برای تأسیس «حوار» در بیروت، فریب خورده است. این خبر تأثیر بسیاری گذاشت تا حدی که صایغ به فکر خودکشی افتاد. هنگامی که از این موضوع مطمئن شد، بیانیهٔ معروف خود را در ماه مهٔ ۱۹۶۷ منتشر کرد و تعطیلی مجله را تا زمانی که منابع مالی عربی برای آن فراهم شود، اعلام کرد.
صایغ در پایان سال ۱۹۶۷ بیروت را به مقصد آمریکا ترک کرد. دوستانش از او دعوت کردند تا یک سری سخنرانی در دانشگاه‌های پرینستون، برکلی، میشیگان و تگزاس (۱۹۶۷–۱۹۶۸) ارائه دهد. منح خوری از او دعوت کرد تا جای او را در دانشگاه برکلی کالیفرنیا (۱۹۶۸–۱۹۶۹) بگیرد. سپس به عنوان استاد مدعو در گروه‌های ادبیات تطبیقی و زبان‌های خاور نزدیک در همان دانشگاه منصوب شد (۱۹۶۹–۱۹۷۰)، اما به دلیل نگرفتن مدرک دکترا، تمدید قراردادش با دانشگاه مشکل بود.

## در شعر
توفیق صایغ شاعری حساس بود و همیشه احساس بیگانگی می‌کرد و از تنهایی درونی رنج می‌برد. او دائماً با اهل فکر و ادب و هنر در ارتباط بود. زن در زندگی و شعر او نقش اساسی داشت.توفیق صایغ عمیقاً در ادبیات غرب کاوش کرد و تحت تأثیر کتاب مقدس قرار گرفت. او شعری با صبغهٔ دینی و صوفیانه نوشت که منتقدان در آن پژواک‌هایی از شاعران انگلیسی جرج هربرت و ریچارد کراشاو و ویژگی‌های ویلیام بلیک، یکی از آغازگران رمانتیسم قرن نوزدهم را یافتند؛ آنها ایدهٔ تبعید را در شعر او را با احساسات او پیوند می‌زنند، چرا که او یک فلسطینی تبعیدی است که رنج‌های خود را به دوش می‌کشد. شعر توفیق صایغ حول محور بیگانگی می‌چرخد، بیگانگی و اغتراب نسبت به وطن، معشوق و خدا.سه مجموعه شعر صایغ که در طول ده سال (۱۹۵۴، ۱۹۶۰ و ۱۹۶۳) منتشر شد، از مسیری بالاروندهٔ واضح که با سادگی و معصومیت آغاز می‌شود و با پیچیدگی و تجربهٔ تلخ به پایان می‌رسد، گواهی می‌دهد. سبک صایغ به دلیل تازگی خود متمایز می‌شود، زیرا مبتنی بر بارور کردن فرهنگ شرقی شاعر با تزهای شاعرانهٔ غربی است، اضافه بر شاعریتی که با ریشه در میراث و دین دارد.
عیسی بلاطه معتقد است که شعر توفیق صایغ حول محور بیگانگی با وطن، بیگانگی با محبوب و بیگانگی با خداست. بیگانگی او اجتناب‌ناپذیر است و منبع آن عشقی است که می‌بیند به طرز غم‌انگیزی تحریف شده و مدام از بین می‌رود. این به خاطر ضعف انسانی است که مایهٔ رنج است. شعر او به قول خودش فریاد دردناکی است که بیانگر احوال انسان است و شایستهٔ توجه است، زیرا روح انسان را در قرن بیستم روشن می‌کند.

## زندگی شخصی
توفیق در میان پنج برادر و یک خواهر بزرگ شد: یوسف، فؤاد (۱۹۱۹–۱۹۵۹)، فایز (۱۹۲۲–۱۹۸۰)، منیر (۱۹۲۹–۱۹۷۵)، انیس و ماری. او از تشریفات متنفر بود: به ندرت کت می‌پوشید، به ندرت برای کوتاه کردن موهایش به آرایشگاه می‌رفت و برایش راحت‌تر بود که هزار لیره برای یک کتاب بپردازد تا ده لیره برای یک پیراهن تازه. خواهرش ماری یادآوری کرده که او تمام شب را به مطالعه می‌گذراند و روزی بدون کتاب‌های جدید به خانه در عین المریسه برنمی‌گشت. از کانون توجهات دوری کرد و سادگی بوهمیایی را پذیرفت. او دوستانش را دوست داشت و آن‌ها اندک بودند: جبرا ابراهیم جبرا، ریاض نجیب الریس، دنیس جانسون-دیویس، رضّاح فارس، لیلی بعلبکی و لیلی عسیران.
او مجرد زیست و ازدواج نکرد. زنی که تأثیر زیادی در شخصیت و شعر او داشت، دختری انگلیسی اهل کمبریج به نام کِی بود. توفیق در اواخر دههٔ ۱۹۵۰ با او آشنا شد و این رابطه تا سال ۱۹۶۲ ادامه داشت. رابطهٔ آنها بسیار عجیب بود. همان‌طور که توفیق صایغ در دفترچهٔ یادداشت خود که به‌طور مرتب افکار خود را در آن ثبت می‌کرد، اشاره کرده است، کِی توفیق را از نظر روحی و جسمی عذاب می‌داد.
اگرچه در سال‌هایی که در برکلی، کالیفرنیا زیست از آرامش نسبی برخوردار بود، اما افسردگی روحی برای مدت طولانی با او باقی ماند.

## درگذشت
او در روز ۱ ژانویه ۱۹۷۱ در برکلی، کالیفرنیا، ایالات متحدۀ آمریکا، در پی یک حملهٔ قلبی شدید در آسانسور ساختمانی که در آن زندگی می‌کرد، درگذشت و در ۸ ژانویه در گورستان سانست در برکلی، ال سریتو، میان قبر یک مرد چینی و قبر یک مرد ژاپنی، به خاک سپرده شد.

## بزرگداشت
در سال ۱۹۹۰، نشان قدس برای فرهنگ و هنر و ادبیات به نام او اهدا شد.

## آثار
سه مجموعه شعری با عناوین عربی آنان:
- ثلاثون قصیده: بیروت، دار الشرق الجدید، ۱۹۵۴
- القصيدة ك: بیروت، دار مجلهٔ شعر، ۱۹۶۰
- معلقة توفيق صايغ: بیروت، المؤسسة الوطنیة للطباعة والنشر، ۱۹۶۳

مطالعات:
- أضواء جديدة على جبران: بیروت، الدار الشرقیة للطباعة والنشر، ۱۹۶۶
- نازك الملائكة، طريدة المتاهة والصوت المزدوج: دراسة في ديوان شظايا ورماد: بغداد-بیروت، منشورات الجمل، ۲۰۱۵

ترجمه‌ها:
- خمسوس قصيدة من الشعر الأمريكي: دمشق، دار الیقظة العربیة، ۱۹۶۳
- رباعيات أربع: ترجمهٔ رباعیات تی اس الیوت، بیروت، مطابع دار الخال، ۱۹۷۰

مقدمه‌نویسی:
- عبر الأرض البوار: از جبرا ابراهیم جبرا
- عرق وقصص أخرى: مقدمه، ۱۹۵۶